# Liste von Bergwerken im Landkreis Vulkaneifel

Kommunen im Landkreis Vulkaneifel

Die Liste von Bergwerken im Landkreis Vulkaneifel umfasst Bergwerke im Landkreis Vulkaneifel, Rheinland-Pfalz. Der Bergbau in der Eifel ist seit der Eisenzeit belegt.

## Liste

### Verbandsgemeinde Daun
| Name           | Ortsteil        | Bergrevier | Beginn | Ende | Teufe | Anmerkungen              | Lage | Bild |
| -------------- | --------------- | ---------- | ------ | ---- | ----- | ------------------------ | ---- | ---- |
| Eiflia         | Immerath        | Coblenz    |        |      |       | Kupfer- und Schwefelkies |      |      |
| Ehrenstein     | Gemünden        | Coblenz    |        |      |       | Blei, Zink               |      |      |
| Goldglück      | Niederstadtfeld | Coblenz    |        |      |       | Bleiglanz, Zink          |      |      |
| Victoria regia | Üdersdorf       | Coblenz    |        |      |       | Bleiglanz, Zink          |      |      |

### Verbandsgemeinde Gerolstein
| Name          | Ortsteil        | Bergrevier | Beginn | Ende | Teufe | Anmerkungen                                         | Lage | Bild |
| ------------- | --------------- | ---------- | ------ | ---- | ----- | --------------------------------------------------- | ---- | ---- |
| Gees          | Gerolstein-Gees | Coblenz    |        |      |       | Brauneisenstein                                     |      |      |
| Gerechtigkeit | Coblenz         | Coblenz    |        |      |       | Brauneisenstein; bei Gerolstein, Lissingen und Pelm |      |      |
| Gerolstein    | Gerolstein      | Coblenz    |        |      |       | Brauneisenstein                                     |      |      |
| Karl          | Gerolstein      | Coblenz    |        |      |       | Brauneisenstein; bei Gerolstein, Lissingen und Pelm |      |      |
| Klara         | Gerolstein      | Coblenz    |        |      |       | Brauneisenstein; bei Gerolstein, Lissingen und Pelm |      |      |
| Löwenburg     | Gerolstein      | Coblenz    |        |      |       | Brauneisenstein; bei Gerolstein, Lissingen und Pelm |      |      |
| Pelm          | Pelm            | Coblenz    |        |      |       | Brauneisenstein                                     |      |      |

### Verbandsgemeinde Hillesheim
| Name        | Ortsteil   | Bergrevier | Beginn     | Ende | Teufe | Anmerkungen     | Lage | Bild |
| ----------- | ---------- | ---------- | ---------- | ---- | ----- | --------------- | ---- | ---- |
| Follberg    | Hillesheim | Coblenz    | 1905 (vor) |      |       | Brauneisenstein |      |      |
| Louisenberg | Kerpen     | Coblenz    |            |      |       | Brauneisenstein |      |      |

### Verbandsgemeinde Kelberg
| Name      | Ortsteil  | Bergrevier | Beginn     | Ende          | Teufe | Anmerkungen | Lage | Bild |
| --------- | --------- | ---------- | ---------- | ------------- | ----- | --- | ---- | ---- |
| Bergkrone | Uersfeld  | Coblenz    | 1855       | 30. Jun. 1967 | 185 m | Schwerspat; 5 km nordnordöstl. von Ulmen, zwischen Gunderath und Uersfeld im Elzbachtal oberhalb Uersfeld; Verleihung am 18. Sep. 1857; auch Uersfeld oder Kaul genannt; Betriebsstillstand: 1859–61, 1926–28, 1945–48; 1930 zwei Seilfahrtschächte mit 115 m und 185 m Teufe; Schacht bei Kötterich; 1968 Wasserversorgung des Kreiswasserwerkes Cochem-Zell | Lage |      |
| Georgine  | Berenbach | Coblenz    |            |               |       | Schwerspat | Lage |      |
| Kempen    | Mannebach | Coblenz    | 1905 (vor) |               |       | Blei, Zink |      |      |

### Verbandsgemeinde Obere Kyll
| Name              | Ortsteil     | Bergrevier | Beginn | Ende | Teufe | Anmerkungen                                                  | Lage | Bild |
| ----------------- | ------------ | ---------- | ------ | ---- | ----- | ------------------------------------------------------------ | ---- | ---- |
| Darius            | Gönnersdorf? | Coblenz    |        |      |       | Eisen; südlich von Dollendorf und nordwestl. von Lissendorf  |      |      |
| Grubenberg        | Gönnersdorf  | Coblenz    |        |      |       | Eisen; bei Gönnersdorf, Schüler und Feusdorf                 |      |      |
| Kreuzlein         | Gönnersdorf  | Coblenz    |        |      |       | Eisen; Konzessionsfeld bei Gönnersdorf, Schüler und Feusdorf |      |      |
| Niebelungen-Zeche | Gönnersdorf  | Coblenz    |        |      |       | Blei                                                         |      |      |